# سسیل هایگ
سسیل هایگ (انگلیسی: Cecil Haig; ۱۶ مارس ۱۸۶۲ – ۳ مارس ۱۹۴۷) ورزشکار شمشیربازی اهل بریتانیا بود.
وی در مسابقات کشوری و بین‌المللی در مجموع برندهٔ ۱ مدال نقره شده‌است.